# بندر باهارو
بندر باهارو (به لاتین: Bandar Baharu) یک سکونتگاه مسکونی در مالزی است که در کداح واقع شده‌است.

## خصوصیات
بندر باهارو ۲۷٬۱۲۶٫۹۸ کیلومترمربع مساحت و ۴۷٬۶۲۸ نفر جمعیت دارد.